# 合川村 (福岡県)
合川村（あいかわむら）は、福岡県三井郡にあった村。現在の久留米市の一部。

## 地理
筑後川と高良川の合流部に位置していた。これが地名の由来。

## 歴史

### 沿革
- 1889年（明治22年）4月1日 - 町村制の施行により、御井郡合川村（大部分）、足穂村が合併して村制施行し、合川村が発足[1][2]。
- 1896年（明治29年）4月1日 - 郡の統合により三井郡に所属[1][3]。
- 1951年（昭和26年）4月1日 - 久留米市に編入され廃止[1][2]

## 教育

### 小学校
- 1901年（明治33年） - 合川尋常小学校開校[1]
- 1907年（明治40年） - 高等科を併設[1]。